# 엘리자베스 안와
엘리자베스 로즈 안와(영어: Elisabeth Rose Harnois, 1979년 5월 26일 ~ )는 미국의 배우이다. 수사물 드라마 《CSI: 과학수사대》에 모건 브로디 역으로 출연한했다.

## 출연 작품
- 리들 (2013)
- 화성은 엄마가 필요해 (2011)
- 싱글 맨 (2009)
- 키스 (2008)
- 썸머 솔스티스 (2008)
- 텐 인치 히어로 (2007)
- 카오스 이론 (2007)
- 포인트 플레전트 (2005)
- 스트레인저스 위드 캔디 (2005)
- 프리티 퍼스웨이전 (2005)
- 데이트 소동 (1998)
- 스페이스 워리어 (1998)
- 이상한 나라의 앨리스 (1991)

### 텔레비전
- CSI: 마이애미 (2006)
- 원 트리 힐 (2006-07)
- 90210 (2008-09)
- CSI: 과학수사대 (2011-15)